# Crypto.com Arena
Crypto.com Arena – hala sportowo-widowiskowa w amerykańskim mieście Los Angeles, znajdującym się w Kalifornii. Hala jest częścią kompleksu L.A. Live położonego w centrum miasta (Downtown Los Angeles) przy ulicy Figueroa Street, jej pojemność zmienia się w zależności od wydarzeń i sięga maksymalnie 21 tysięcy miejsc. W latach 1999–2021 hala znana była pod nazwą Staples Center.
Arenę otwarto w październiku 1999 i od tego czasu użytkowały ją dwa kluby grające w lidze koszykówki NBA: Los Angeles Lakers i Los Angeles Clippers oraz grający w lidzie hokeja na lodzie NHL zespół Los Angeles Kings. Sytuacja zmieniła się w momencie, kiedy Los Angeles Clippers przenieśli się do hali Intuit Dome. Ponadto od 2001 odbywają się tu mecze Los Angeles Sparks grających w lidzie koszykówki kobiet WNBA. Wcześniej grali tu także Los Angeles Avengers (liga arena footballu AFL) i Los Angeles D-Fenders (D-League). 
Położenie w centrum jednej z najważniejszych metropolii świata sprawia, że hala ta jest jedną z najczęściej wynajmowanych. Odbywają się tu liczne wydarzenia sportowe (nie tylko mecze Lakersów i Kingsów), muzyczne (koncerty największych gwiazd, gale wręczenia nagród) i inne. Rocznie organizowane jest tu w sumie ponad 250 imprez, na które przychodzi niemal 4 miliony ludzi.

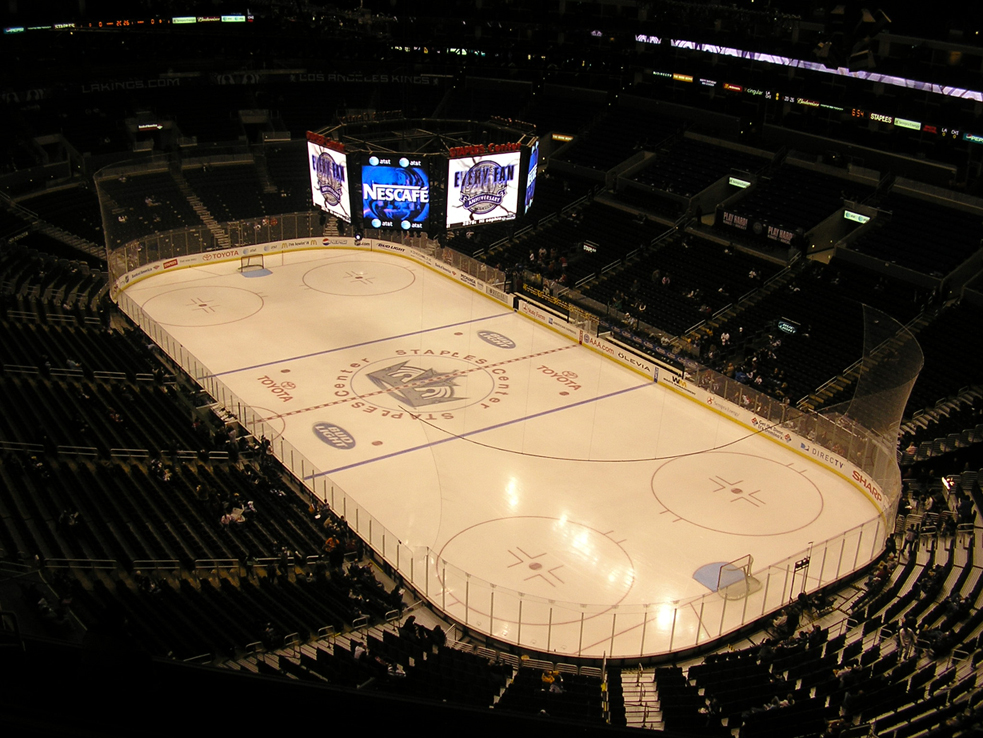
Staples Center przed meczem Kingsów.

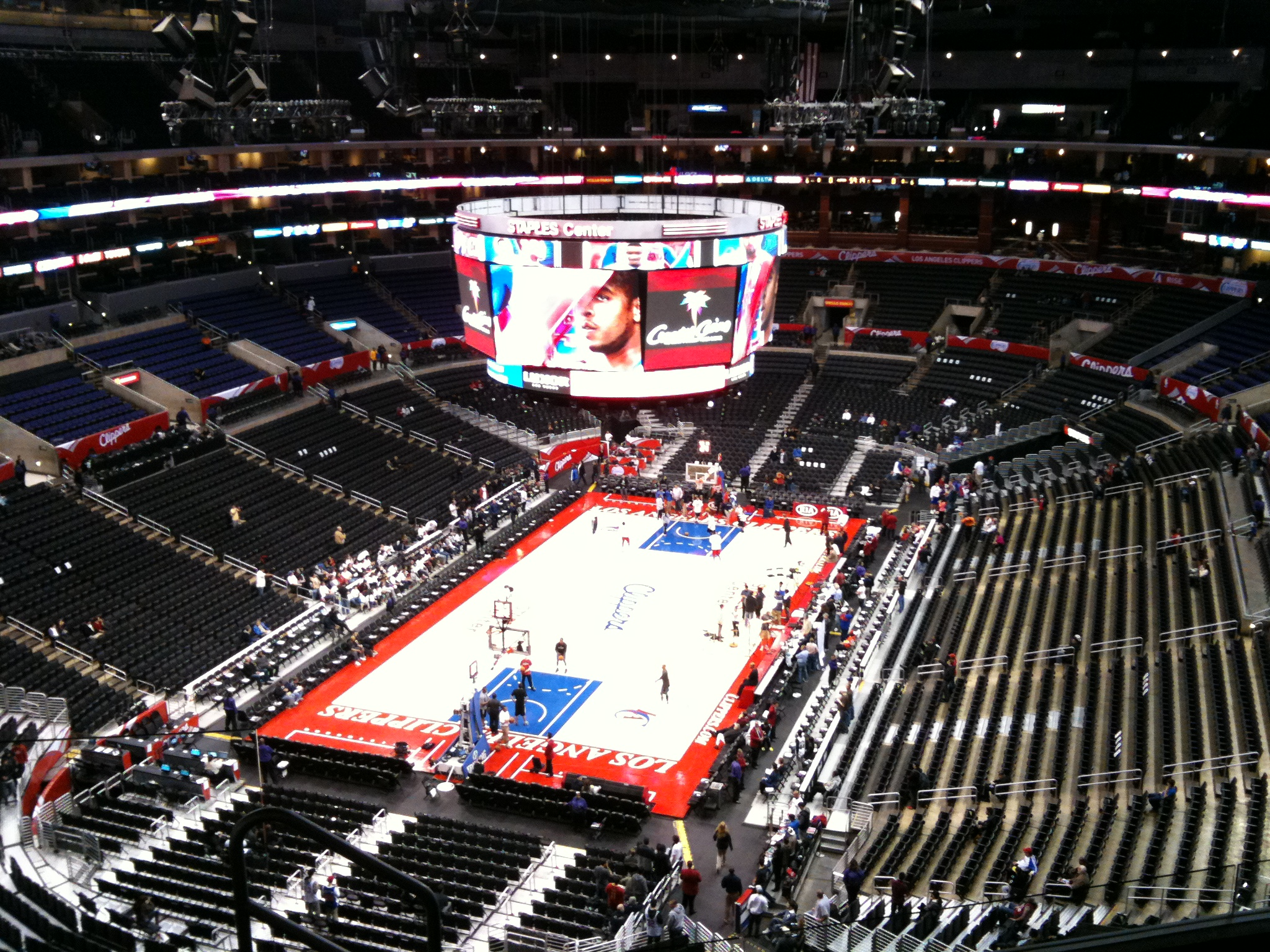
Staples Center podczas meczu Clippersów.

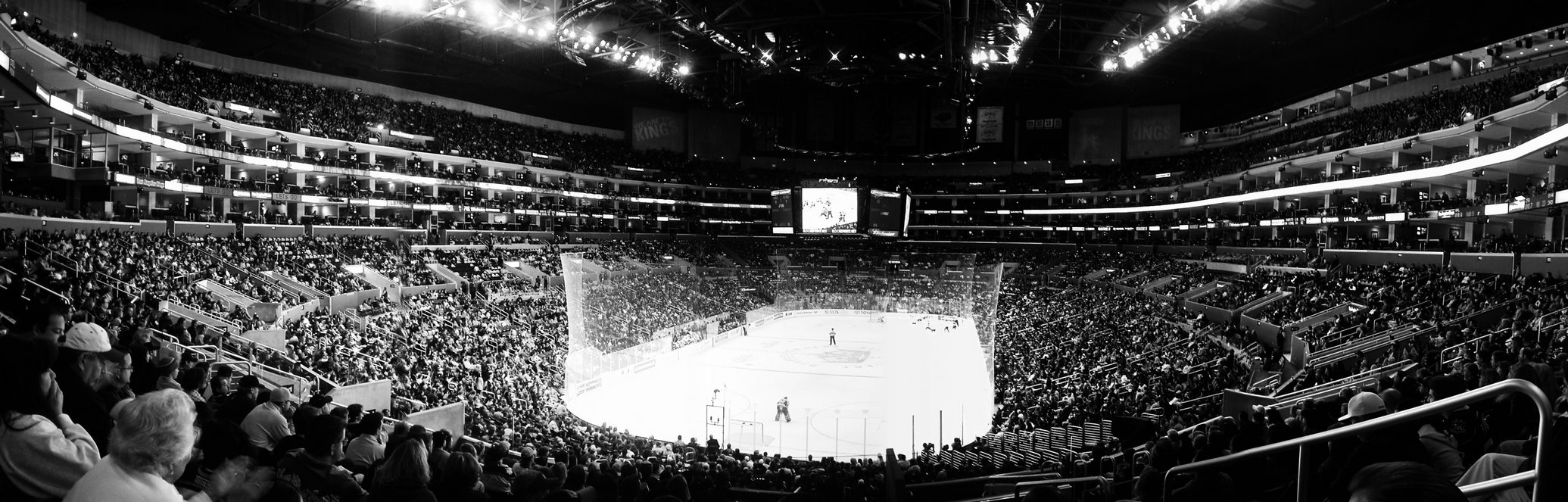
Panorama Staples Center.

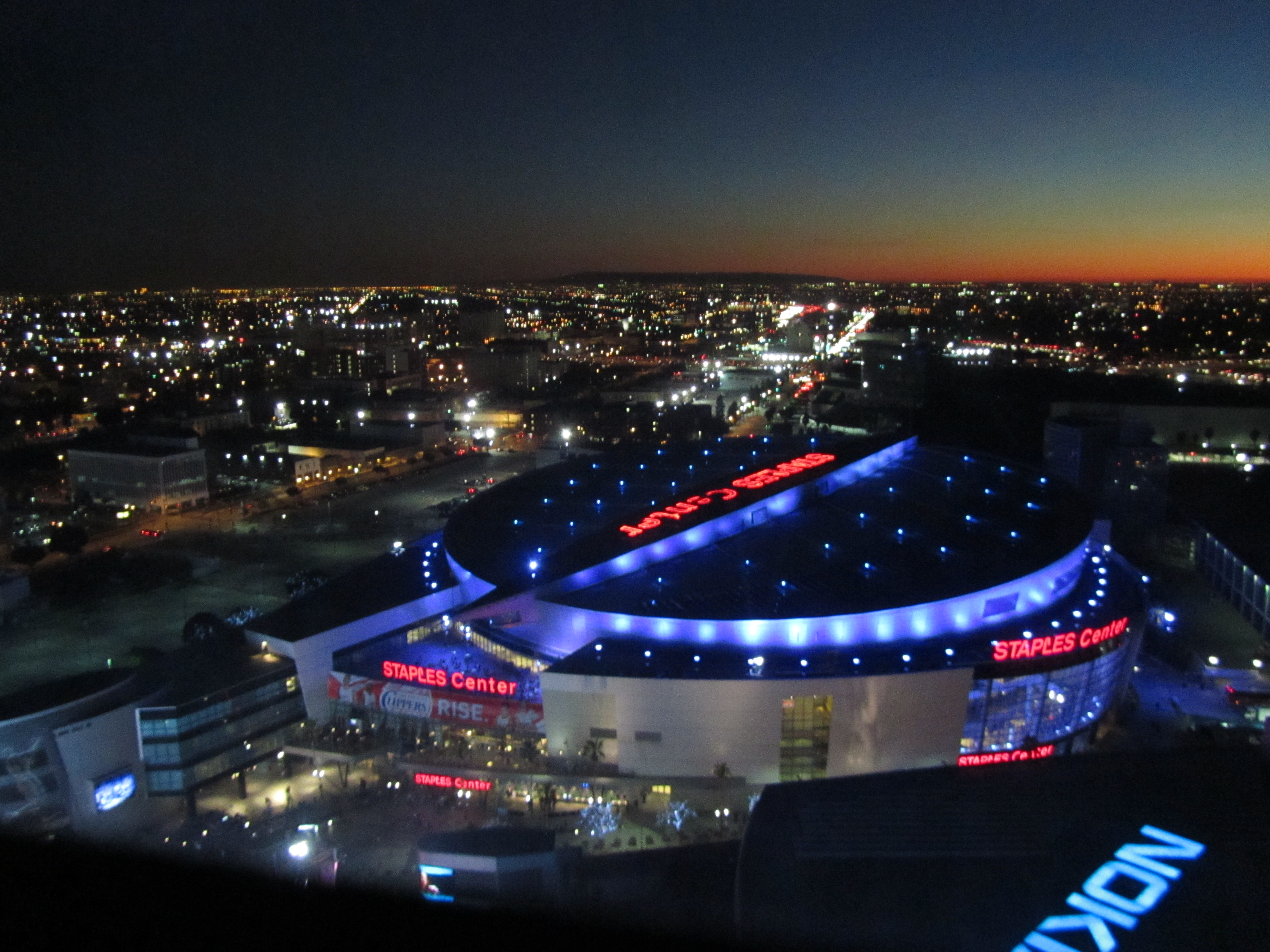
Staples Center nocą.

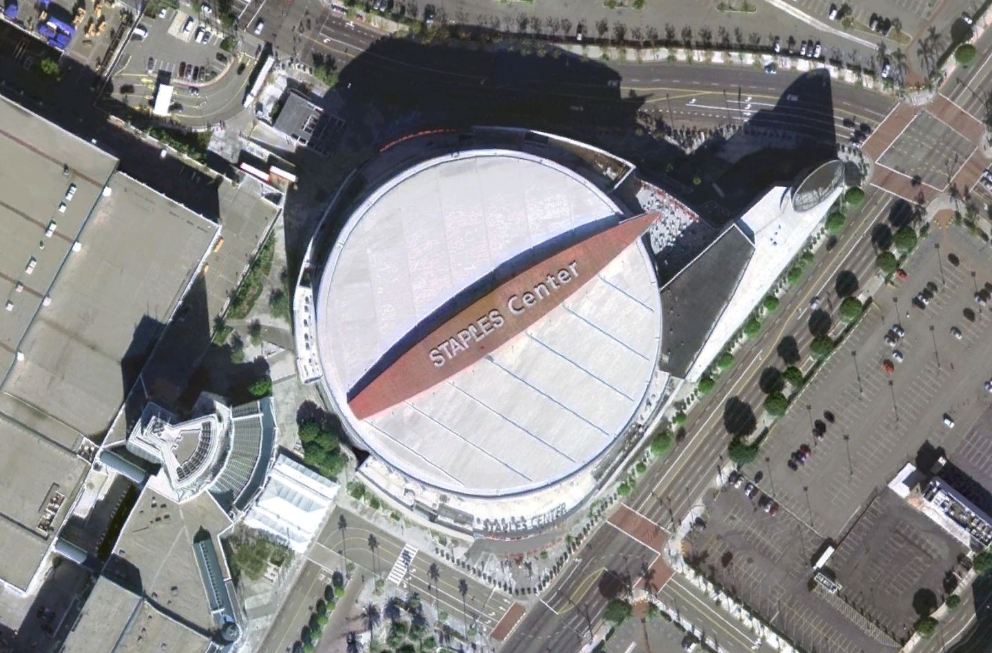
Staples Center z lotu ptaka.

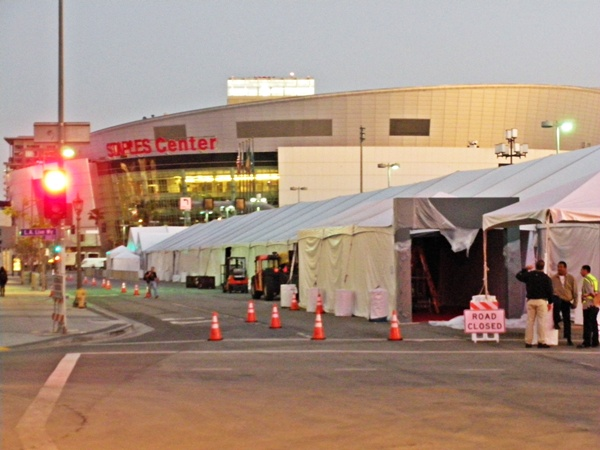
Rząd namiotów z czerwonym dywanem przez galą Grammy 2012.

## Informacje
Crypto.com Arena jest częścią kompleksu L.A. Live, który znajduje się w Downtown Los Angeles. Obok hali znajdują się: Los Angeles Convention Center, plac Nokia Plaza, teatr muzyczny Nokia Theatre połączony z klubem Club Nokia, muzeum Grammy Museum, hotele JW Marriott i Ritz-Carlton, studio telewizji ESPN, kompleks teatrów i restauracje. 
Crypto.com Arena jest jedną z dwóch hali sportowo-widowiskowych znajdujących się w samym Los Angeles (drugą jest Los Angeles Memorial Sports Arena). W obszarze metropolitalnym miasta znajdują się także Honda Center (Anaheim), Long Beach Sports Arena (Long Beach) i Kia Forum (Inglewood). W przeciwieństwie do Staples Center, pojemność żadnej z nich nie przekracza 20 tysięcy miejsc. Podczas meczów koszykówki liczba ta redukuje się do 18 997 (Lakersów), a hokeju – 18 118. Rekordowa frekwencja to 20 820 (podczas walki Antonio Margarito i Shane’a Mosleya w styczniu 2009). 
Staples Center zajmuje powierzchnię 950 stóp kwadratowych, czyli około 88 258 metrów kwadratowych. Wymiary płyty to 94 na 200 stóp (29 na 61 metrów), a wysokość budynku – 150 stóp (46 metrów).
Obok hali znajdują się pomniki sześciu graczy Lakersów i Clippersów. 

## Wydarzenia sportowe

### Użytkownicy
| Klub                  | Sport             | Liga     | Lata      |
| --------------------- | ----------------- | -------- | --------- |
| Los Angeles Clippers  | koszykówka        | NBA      | od 1999   |
| Los Angeles Lakers    | koszykówka        | NBA      | od 1999   |
| Los Angeles Kings     | hokej na lodzie   | NHL      | od 1999   |
| Los Angeles Sparks    | koszykówka kobiet | WNBA     | od 2001   |
| Los Angeles Avengers  | arena football    | AFL      | 2000–2008 |
| Los Angeles D-Fenders | koszykówka        | D-League | 2006–2010 |

### Pozostałe
- 2002: NHL All-Star Game
- 2002: United States Figure Skating Championships
- 2002–2005: WTA Tour Championships
- 2002–2012: Pacific-12 Conference Men’s Basketball Tournament
- od 2003: X Games
- 2004 i 2011: NBA All-Star Game
- 2006: UFC 60
- 2009: UFC 104
- 2009: Mistrzostwa Świata w Łyżwiarstwie Figurowym 2009
- od 2009: WWE SummerSlam
- 2010: NHL Entry Draft 2010
- 2016: finał e-sportowych Mistrzostw świata w League of Legends 2016
- walki HBO World Championship Boxing

## Wydarzenia muzyczne

### Koncerty
W Staples Center występowały i wystąpią największe gwiazdy muzyki, w tym między innymi:
- *NSYNC (2000)
- Aerosmith (2006, 2012)
- Alicia Keys (2008, 2010, 2013)
- Barbra Streisand (2000, 2006)
- Beyoncé (2007 – DVD The Beyoncé Experience Live, 2009, 2013)
- Bon Jovi (2003, 2006, 2008, 2010, 2013)
- Britney Spears (2001, 2002, 2004, 2009, 2012)
- Bruce Springsteen & E Street Band (1999 – otwarcie hali)
- Bruno Mars (2013)
- Céline Dion (2008)
- Cher (2000, 2002)
- Chris Brown (2011, 2019)
- Christina Aguilera (2003, 2007)
- Demi Lovato (2014)
- Depeche Mode (2001, 2005, 2013)
- Enrique Iglesias (2011, 2012)
- Fleetwood Mac (2003, 2013)
- Jay-Z (2010, 2011)
- Jennifer Lopez (2007, 2012)
- Justin Bieber (2010, 2012, 2013)
- Justin Timberlake (2003, 2007)
- Kanye West (2011)
- Katy Perry (2008, 2011)
- Lady Gaga (2010, 2011, 2013)
- Lenny Kravitz (2006)
- Linkin Park (2011)
- Madonna (2001, 2006, 2012)
- Marc Anthony (2007)
- Mariah Carey (2000, 2006)
- Maroon 5 (2013)
- Miley Cyrus (2007, 2009)
- Muse (2010, 2013)
- One Direction (2013)
- Pink (2009, 2013)
- Red Hot Chili Peppers (2012)
- Rihanna (2010, 2011, 2013)
- Roger Waters (2010)
- Selena Gomez (2013, 2016)
- Shakira (2002, 2006, 2010)
- Taylor Swift (2009, 2010, 2011, 2013, 2016)
- The Black Eyed Peas (2006, 2010)
- The Rolling Stones (2002, 2003, 2013)
- Tiësto (2013)
- Tina Turner (2000, 2008)

### Pozostałe
- 2000–2002, 2004–2017 i od 2019: gale wręczenia Nagród Grammy
- 2000: gala wręczenia Latin Grammy Awards
- 2003: festiwal KIIS-FM Jingle Ball
- 2009: Michael Jackson odbywał tu próby przed serią koncertów This Is It odwołaną z powodu jego śmierci
- 2010 i 2011: festiwal Wango Tango
- 2012: gala MTV Video Music Awards 2012
- 2013: Mistrzostwa Świata Sezonu 3 w League of Legends

## Wydarzenia niesportowe i niemuzyczne
- 2000: Narodowa Konwencja Demokratów
- 2009: pogrzeb Michaela Jacksona